# Materiali z oblikovnim spominom
Material z oblikovnim spominom je material, ki si zapomni svojo obliko. Če tak material deformiramo pri nizki temperaturi, se bo pri segrevanju nad neko kritično temperaturo povrnil nazaj v prvotno obliko. Pri temperaturah nad kritično temperaturo se material z oblikovnim spominom obnaša superelastično (v prvotno obliko se po deformiranju vrne takoj po razbremenitvi, brez segrevanja).
Prvič je bil pojav oblikovnega spomina opažen v 50. letih 20. stoletja in sicer pri zlitini Ni-Ti, ki so jo kasneje poimenovali nitinol, kar je akronim za NIckel TItanium Naval Ordnance Laboratories, kjer so prvič opazili ta pojav. Še danes je zlitina Ni-Ti najbolj uporabljana med materiali z oblikovnim spominom, saj ima med vsemi najugodnejše mehanske lastnosti in tudi stabilnost oblikovnega spomina je dobra. Slaba lastnost te zlitine je predvsem njena visoka cena. Cenejše so zlitine na osnovi bakra (npr. Cu-Zn-Al ali Cu-Al-Ni ipd.), ki pa imajo slabšo stabilnost oblikovnega spomina. Znane so tudi železove zlitine z oblikovnim spominom, ki pa se uporabljajo le v specifičnih primerih. Danes poznamo tudi polimere in keramike z oblikovnim spominom.
Pojav oblikovnega spomina pri kovinskih zlitinah lahko razložimo z delovanjem martenzitne transformacije. Pri tej transformaciji se zlitini pri spremembi temperature spremeni kristalna struktura. Pravimo, da ima zlitina različne faze. Visokotemperaturna faza se imenuje avstenit, nizkotemperaturna faza pa martenzit. Temperatura, pri kateri zlitina preide iz ene v drugo fazo, je odvisna od sestave zlitine in jo lahko spremenimo s spremembo deleža kemijskih elementov ali dodajanjem legirnih elementov.
Zelo poenostavljeno povedano je avstenitna struktura bolj urejena od martenzitne, zato se zlitina pri prehodu iz martenzita v avstenit vedno vrne v prvotno obliko. Zaradi nižje urejenosti martenzita obstaja več možnosti nastanka martenzitne strukture, zato si material ne zapomni oblike v tej fazi (govorimo o enosmernem oblikovnem spominu). S posebno termomehansko obdelavo je možno doseči tudi pomnjenje oblike v martenzitni fazi, kar imenujemo dvosmerni oblikovni spomin, vendar je stabilnost tega spomina slaba.
Potreben pogoj za pojav oblikovnega spomina je torej prisotnost martenzitne transformacije, ki pa mora biti povračljiva. Poznamo namreč tudi nepovračljivo martenzitno transformacijo, ki poteka npr. v jeklih. Pogoj za povračljivost transformacije, je da se v kristalni rešetki ne pojavijo deformacije zaradi zdrsov. V praksi je nemogoče doseči, da se ne bi med martenzitno transformacijo pojavile tudi nepovračljive deformacije, zato je stabilnost oblikovnega spomina omejena. Z drugimi besedami: ob večkratnem ponavljanju prehoda iz martenzita v avstenit in obratno pride do izgube spomina. Število ponovitev, da pride do bistvene izgube spomina, je odvisno od materiala in stopnje obremenitve. Pri zlitini Ni-Ti npr. lahko dosežemo reda 100.000 - 1.000.000 ponovitev.